# Нижнеберескинское сельское поселение
Нижнеберескинское се́льское поселе́ние — муниципальное образование в Атнинском районе Татарстана Российской Федерации.
Административный центр — село Нижняя Береске.

## История
Статус и границы сельского поселения установлены Законом Республики Татарстан от 31 января 2005 года № 15-ЗРТ «Об установлении границ территорий и статусе муниципального образования "Атнинский муниципальный район" и муниципальных образований в его составе».

## Население
| 2010  | 2011  | 2012  | 2013  | 2014  | 2015  | 2016  |
| ----- | ----- | ----- | ----- | ----- | ----- | ----- |
| 1492  | ↘1489 | ↘1457 | ↗1464 | ↘1462 | ↘1456 | ↘1447 |
| 2017  | 2018  |       |       |       |       |       |
| ↘1446 | ↘1442 |       |       |       |       |       |

## Состав сельского поселения
| № | Населённый пункт | Тип населённого пункта       | Население |
| - | ---------------- | ---------------------------- | --------- |
| 1 | Большая Шухата   | деревня                      |           |
| 2 | Большие Берези   | село                         |           |
| 3 | Нижняя Береске   | село, административный центр |           |